# Demó (historiador)
Demó (en llatí Demon, en grec antic Δήμων "Démon") fou un historiador grec autor d'una obra titulada Atthis (Ἀτθίς), una història de l'Àtica en contesta a la qual Filòcor va escriure la seva història de l'Àtica. D'aquest fet es dedueix que devia viure poc abans que Filòcor, entre els segles IV aC i III aC. El citen Plutarc, Ateneu de Naucratis i Suides.
Probablement va ser autor també d'un llibre de proverbis (περὶ παροιμιῶν) del qual es conserven alguns fragments, recollits per Esteve de Bizanci, Foci i Suides, entre d'altres. Valeri Harpocració el considera autor d'un llibre sobre sacrificis, περὶ Θυσιῶν.